# Santa Maria di Galeria
Santa Maria di Galeria è la quarantanovesima zona di Roma nell'Agro romano, indicata con Z. XLIX.
Il toponimo indica anche una frazione di Roma Capitale e la zona urbanistica 19H del Municipio Roma XIV.

## Geografia fisica

### Territorio
Si trova nell'area nord-ovest di Roma, a ridosso del confine con i comuni di Fiumicino e Anguillara Sabazia.
La zona confina:
- a nord con la zona Z. LII Cesano[1]
- a est con la zona Z. LI La Storta[2]
- a sud-est con la zona Z. XLVIII Casalotti[3]
- a sud con la zona Z. XLV Castel di Guido[4] e con il comune di Fiumicino (ex zona Z. XLVI Torrimpietra)[5]
- a ovest con il comune di Fiumicino (ex zona Z. XLVII Palidoro)[6]
- a nord-ovest con il comune di Anguillara Sabazia[7]

## Storia

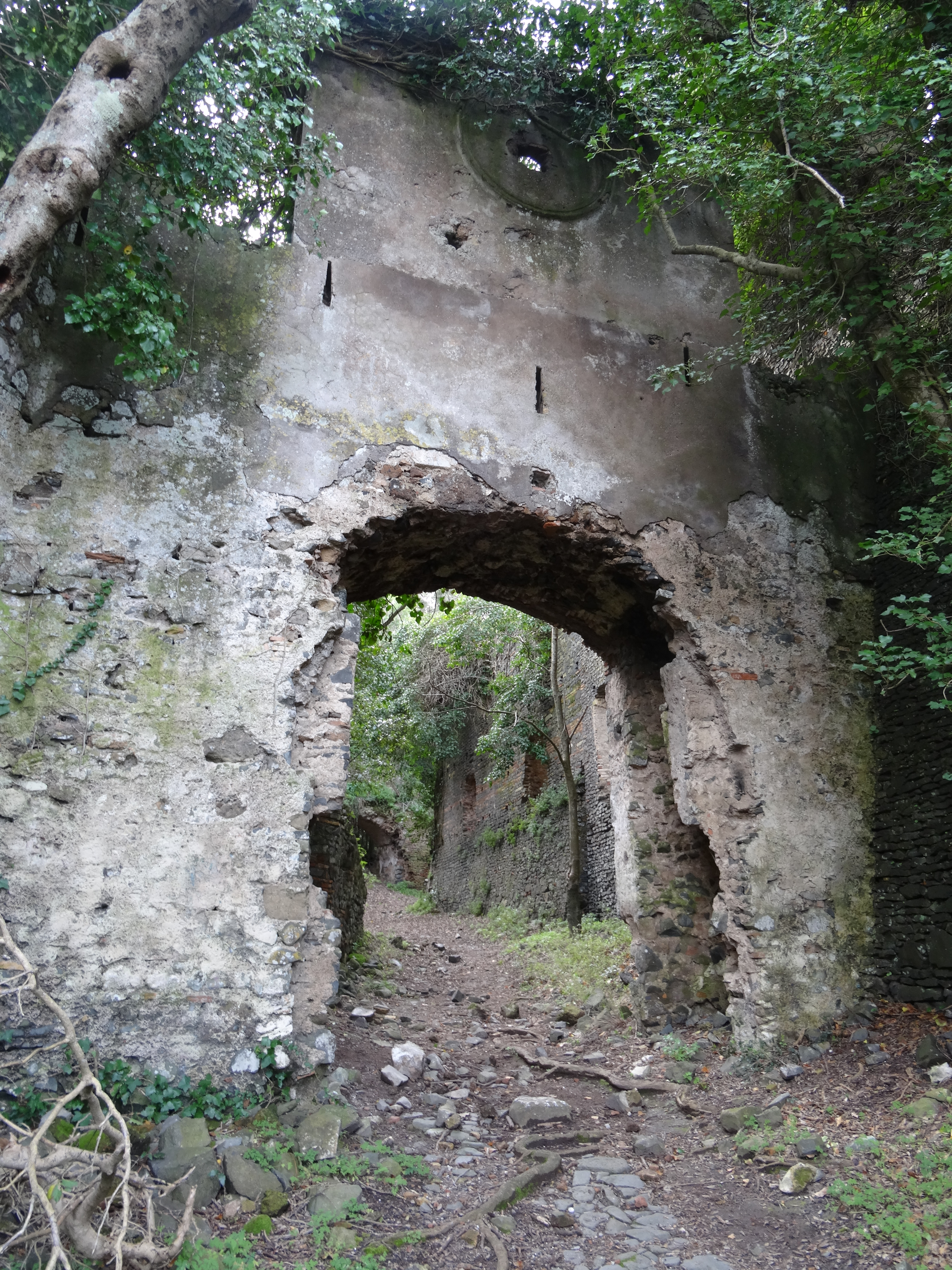
La porta di Galeria antica

Nei pressi del vecchio borgo di Santa Maria di Galeria, vicino al fiume Arrone, si trovano le rovine della antica città di Galeria Antica.
Questa si formò in epoca etrusca, trovando il suo massimo sviluppo nel periodo che va dal medioevo fino al XVII secolo, quando la popolazione cominciò a trasferirsi nel vicino casale Celsano (Celisanum) e nel borgo di Cesano, fino a svuotarla completamente verso il XIX secolo.
A ridosso del casale Celsano vi è la chiesa di Santa Maria in Celsano che, tramite un accordo definito con Bolla del 30 novembre 1860 del Cardinale Mario Mattei con la Compagnia di Gesù, venne eretta a parrocchia e rinominata in Santa Maria di Galeria.
L'8 ottobre 1951 fu siglato un accordo tra lo Stato italiano e la Santa Sede per l'assegnazione di una vasta area (424 ettari), nel territorio di Santa Maria di Galeria, per la costruzione di un nuovo Centro Trasmittente per la Radio Vaticana. I lavori cominciarono nel 1954 e il centro fu inaugurato il 27 ottobre 1957 da papa Pio XII.
L'area di trasmissione delle antenne di Radio Vaticana a Santa Maria di Galeria, gode del privilegio dell'extraterritorialità a favore della Santa Sede.
Però, il diritto a giudicare su un determinato reato, o addirittura delitto, che ivi avvenisse, resta alla magistratura italiana. Proprio la stessa situazione che esiste, in tutto il mondo, per le ambasciate di Paesi stranieri nelle capitali delle varie Nazioni.

### Il caso elettrosmog
Dal luglio 2000 è stata istituita una Commissione bilaterale tra l'Italia e la Santa Sede per la soluzione dei problemi legati all'intensità delle emissioni elettromagnetiche della stazione radio.
Il 4 giugno del 2007 la Corte d'appello di Roma ha assolto i due imputati, padre Pasquale Borgomeo, dimessosi da direttore generale di Radio Vaticana l'11 novembre 2005 e il cardinale Roberto Tucci, all'epoca presidente della Radio, dall'accusa di "getto pericoloso di cose".
In seguito al ricorso presentato dalla Procura di Roma, da alcune associazioni ambientaliste e dalle famiglie di Santa Maria di Galeria interessate dalle emissioni, il 13 maggio 2008 la Cassazione ha annullato la sentenza di assoluzione dei due imputati.
Il 14 novembre 2010 si è concluso l'incidente probatorio richiesto nel 2006 dalla Procura della Repubblica di Roma nell'ambito del procedimento penale nei confronti dei responsabili della Radio Vaticana. I risultati indicano una associazione «coerente, importante e significativa» di rischio di morte per leucemia o di rischio di ammalarsi di leucemia, linfoma e mieloma per lunga esposizione residenziale ai ripetitori dell'emittente della Santa Sede fino a 12 chilometri di distanza da questa. L'accertamento è stato condotto da Andrea Micheli, dell'Istituto Nazionale dei Tumori di Milano. Responsabile dell'inchiesta è il pm Stefano Pesci.

## Monumenti e luoghi d'interesse

### Architetture civili
- Borgo di Galeria Antica. Borgo medioevale. 42.024828°N 12.299993°E

Situato su uno sperone di tufo lungo il bacino del fiume Arrone.
- Casale Celsano o di Santa Maria di Galeria, su piazza di Santa Maria di Galeria. Casali del XVII secolo. 42.022488°N 12.316919°E

### Architetture religiose
- Chiesa di Santa Maria in Celsano, su piazza di Santa Maria di Galeria. Chiesa dell'XI secolo.
- Cimitero di Santa Maria di Galeria, su via di Santa Maria di Galeria. 42.028901°N 12.315901°E

### Aree naturali
- Monumento naturale di Galeria Antica, sul bacino del fiume Arrone.

## Cultura

### Cinema
Per la totale assenza di costruzioni moderne il borgo di Santa Maria di Galeria è stato scelto talvolta come set cinematografico per alcuni film e fiction televisive:
Nel piccolo borgo sono state girate due scene de Il sorpasso (1962), in particolare quella del movimentato sorpasso della seicento, da cui poi scaturì la lite in discoteca ed uno spot in una bottega artigiana.
- Suspiria (1977), film horror di Dario Argento.
- Tre uomini e una gamba (1997) di Aldo, Giovanni e Giacomo.[12]
- Il papà di Giovanna (2008), regia di Pupi Avati.
- Niente di personale (2010), fiction sceneggiata da Carlo Lucarelli e diretta da Ivano De Matteo (della serie Crimini su Rai 2).

Galeria Vecchia nelle vicinanze è una città fantasma anch'essa visitata in passato dai registi, e oggi riconosciuta come monumento naturale dalla rete Natura 2000, seppure si trovi in stato di degrado per problemi di attribuzione dei lavori di ripristino.

### Musica
Nel borgo è stato girato parte del video "Behind the wheel" dei Depeche Mode diretto da Anton Corbijn nell'anno 1987.

## Geografia antropica

### Urbanistica
Nel territorio di Santa Maria di Galeria si estendono l'omonima zona urbanistica 19H, la zona 18E Casalotti di Boccea e le aree urbane di Tragliatella Campitello e Fosso Pietroso.

### Suddivisioni storiche
Del territorio di Santa Maria di Galeria fa parte la frazione omonima.